# Ultraleichtfluggelände Bobzin

i7
i11
i13
Das Ultraleichtfluggelände Bobzin liegt in der Gemeinde Bobzin im Landkreis Ludwigslust-Parchim in Mecklenburg-Vorpommern. Der Platzhalter und Betreiber ist der UL-Flugclub Air Holiday Hamburg e. V.

## Lage
Das Ultraleichtfluggelände liegt etwa 1,5 km nordöstlich der Ortsmitte von Bobzin.

## Flugbetrieb
Das Ultraleichtfluggelände besitzt eine Betriebsgenehmigung für Ultraleichtflugzeuge. Es ist mit einer 600 m langen und 40 m breiten Start- und Landebahn aus Gras (Richtung 10/28), einschließlich eines 300 m langen und 8 m breiten Streifens aus Beton, ausgestattet. Es dient dem Betrieb mit Luftfahrzeugen des Platzhalters sowie Dritter mit vorheriger Zustimmung des Platzhalters (PPR).

## Geschichte
Der UL-Flugclub Air Holiday Hamburg e. V. wurde 1989 gegründet. Das Ultraleichtfluggelände Bobzin wurde am 8. Januar 1997 genehmigt.